# أندريه مياتوفيتش
أندريه مياتوفيتش (بالكرواتية: Andre Mijatović) هو لاعب كرة قدم كرواتي في مركز الدفاع، ولد في 3 ديسمبر 1979 في رييكا في كرواتيا. شارك مع منتخب كرواتيا تحت 21 سنة لكرة القدم. أما مع النوادي، فقد لعب مع أرمينيا بيليفيلد وإنغولشتات 04 ودينامو زغرب وغرويتر فورت ونادي رييكا ونادي هرتا برلين.

## وصلات خارجية
- أندريه مياتوفيتش على موقع الاتحاد الدولي (مؤرشف)  (الإنجليزية)
- أندريه مياتوفيتش على موقع قاعدة بيانات كرة القدم.إي يو (الإنجليزية)
- أندريه مياتوفيتش على موقع بيانات كرة القدم. دي إي (الألمانية)
- أندريه مياتوفيتش على موقع عالم كرة القدم.نت (الإنجليزية)